# USS LST-513
O USS LST-513 foi um navio de guerra norte-americano da classe LST que operou durante a Segunda Guerra Mundial.